# Пінкара
Пінкара (італ. Pincara, вен. Pincara) — муніципалітет в Італії, у регіоні Венето, провінція Ровіго.
Пінкара розташована на відстані близько 360 км на північ від Рима, 75 км на південний захід від Венеції, 16 км на південний захід від Ровіго.
Населення — 1203 особи (2014).

## Демографія
Населення за роками:

Станом на 1 січня 2023 року в муніципалітеті офіційно проживало 67 іноземців з 12 країн, серед них 19 громадян країн Євросоюзу.

## Сусідні муніципалітети
- Кастельгульєльмо
- Фієссо-Умбертіано
- Фрассінелле-Полезіне
- Фратта-Полезіне
- Сан-Белліно